# Сойм подкарпатских русинов
Ассоциация русинских организаций Закарпатья «Сойм подкарпатских русинов» (укр. Асоціація русинських організацій Закарпаття «Сойм підкарпатських русинів») — общественная организация в Закарпатской области Украины. Председатель — протоиерей Дмитрий Сидор.
Сойм подкарпатских русинов считает, что на протяжении 16 лет правительственные круги Киева уклоняются от введения русинского вопроса в правовое поле Украины, проводят на государственном уровне политику этноцида русинского народа.
Главным требованием Сойма является создание в соответствии с международным правом и волеизъявлением народа на референдуме 1 декабря 1991 года самоуправляемой административно-национальной территории с конституционным названием «Подкарпатская Русь» под международным контролем. На указанном референдуме большинство участников поддержало создание русинской автономии, однако голосование было проигнорировано киевскими властями.
Учитывая, что существует законное решение Закарпатского областного совета от 7 марта 2007 года «О признании русинской национальности на территории Закарпатской области», отказ официальных властей Украины признать русинский народ Сойм подкарпатских русинов, считает преступным актом и классифицирует деяние властей Украины как направленное на ликвидацию русинского народа и как зафиксированный документально факт геноцида русинов Закарпатья.
По заявлениям Сидора, организация выражает интересы коренного русинского населения региона. По мнению его оппонентов, деятельность Сидора мало соответствуют интересам жителей Закарпатья. По мнению некоторых украинских СМИ Сойм подкарпатских русинов получал финансовые средства на поддержку и развитие русинских и русских воскресных школ Закарпатья от российского правительственного фонда Русский мир.
В июне 2011 года экстренное заседание руководителей молодёжных русинских организаций 10-и стран квалифицировало Сойм, среди прочих организаций, как «марионетку в руках имперских спецслужб Российской Федерации и США».